# Dick Bradley
Dick Bradley, właśc. Derrick Edward Bradley (ur. 28 listopada 1924 w Netheravon, zm. 30 października 2022) – brytyjski żużlowiec.

## Życiorys
Trzykrotnie awansował do finałów indywidualnych mistrzostw świata na żużlu, w latach 1951 (jako zawodnik rezerwowy), 1952 (VII miejsce) oraz 1953 (XV miejsce).
W lidze brytyjskiej startował w barwach klubów Bristol Bulldogs (1948–1955), Southampton Saints (1955–1963) oraz Newport Wasps (1964–1965). Trzykrotny medalista drużynowych mistrzostw Wielkiej Brytanii: złoty (1962), srebrny (1961) oraz brązowy (1958).